# Julián Palacios San Millán
Julián Palacios San Millán (Madrid, España, 7 de diciembre de 1970) es un exfutbolista español que se desempeñaba como defensa.
Cuando acabó su carrera deportiva, comenzó a trabajar en la empresa que le representaba como especialista de varios países en fútbol internacional y realizando labores de intermediación con agentes de otros países, siendo uno de sus primeras operaciones la de Diego Alves al Almería UD. 
Tras 3 años fue fichado para la secretaría técnica del Villarreal C.F para su Dpto. Internacional donde estuvo 7 años en esos 7 años, trabajó para diferentes entrenadores que pasaron por el club (Ernesto Valverde, Paco Herrera, Miguel Ángel Lotina, José Molina (actual Director deportivo de la R.F.E.F)). Dentro de sus cometidos, fue la creación y dirección del Dpto. Audiovisual del club amarillo gestionando y visionado todo el material para analizar a los futbolistas seguidos por el club.
Desde 2020, gestiona una agencia especializada en la representación  y asesoramiento de deportista profesionales y Amateurs así como de otros profesionales del futbol ( directores deportivos, entrenadores, Preparadores de porteros, preparadores físicos, analistas scouts)para ofrecer soluciones integrales a los clubs de fútbol.    
Actualmente está inmerso en proyectos de mentoría deportiva y  clases de fútbol para la mejora del rendimiento.  

## Clubes
| Club                    | País     | Año       |
| ----------------------- | -------- | --------- |
| Rayo Vallecano          | España   | 1990-1992 |
| Talavera C. F.          | España   | 1992-1993 |
| Rayo Vallecano          | España   | 1993-1997 |
| C. D. Numancia de Soria | España   | 1998-1999 |
| C. P. Mérida            | España   | 1999-2000 |
| SC Campomaiorense       | Portugal | 2000-2001 |
| C. D. Castellón         | España   | 2001-2004 |
| Hércules C. F.          | España   | 2004-2006 |
| C. E. Mataró            | España   | 2006-2007 |

Tras una dilatada trayectoria en los terrenos de juego, comenzó una nueva experiencia en el mundo de la representación de futbolistas realizando labores de descubrimiento de jóvenes talentos en el mercado principalmente de Brasil para una de las empresas de más prestigio de España. 
Este periplo duró 3 años lo que le sirvió para conocer profundamente el mercado Brasileño. Tras un largo periodo en este ámbito, fichó por uno de los clubes más prestigiosos del panorama futbolístico Español, el Villareal C.F y pasó a formar parte de la Secretaría técnica de éste. En esta nueva etapa, aparte de esta función y siendo responsable de varios países, creó el Departamento Audiovisual, un elemento crucial en el análisis y seguimiento de jugadores para el club de la Plana, siendo el máximo responsable. Dada su amplia experiencia en el terreno de juego, realizó labores de Analista de los rivales tanto para el primer como segundo equipo del club amarillo y también era uno de los responsables de la búsqueda de jóvenes talentos  para incorporar a la cantera del Villarreal C.F.
Durante su trayectoria en el submarino, además de las labores mencionada anteriormente, tenía un amplio conocimiento sobre el fútbol Español tanto en 1ª como en 2ª división ante las posibles incorporaciones al primer equipo de los jugadores que pudieran ser interesantes para reforzar la plantilla cada temporada.